# 金鎮鉉
金 鎮鉉（キム・ジンヒョン、朝: 김진현、ラテン翻字:KIM Jin-hyeon、1987年7月6日 - ）は、大韓民国・京畿道水原市出身のプロサッカー選手。Jリーグ・セレッソ大阪所属。ポジションはゴールキーパー（GK）。元韓国代表。
Jリーグの外国籍選手の単一クラブ最長在籍記録、J1通算最多出場記録を更新中。アシスト最長距離記録保持者であり、2度更新している（89.69m〈2013年〉、93.08m〈2016年〉）。

## 来歴

### クラブ
幼少時よりスポーツ好きで、さまざまなスポーツを経験していたが、小学5年次に「背が高く目立っていた」という理由で指導者に誘われて本格的にサッカーを始めた。任されたポジションはGKであり、現在に至るまで一貫してこのポジションでプレーし 、ドリブルの練習やボールを蹴る練習も続け「足元の技術やフィードに優れている印象」 との評価を受けるようになった。
マンス中学校、東国大学校師大高等学校を経て2006年に東国大学校に入学してサッカー部に入部した。在学中にU-20韓国代表に選出されてAFC U-19選手権2006および2007 FIFA U-20ワールドカップに出場した他、北京オリンピックの韓国代表候補にも選出されたが、大会前に怪我をした影響もあり、五輪代表には選出されなかった。
練習生としての期間を経て、2008年12月29日、当時J2に属していたセレッソ大阪への入団が発表された。入団のきっかけは代理人の紹介によるものであった。加入初年度より正GKとして試合に出るようになり、負傷離脱 時を除き試合出場を続ける。2009年3月8日のJ2開幕戦となったサガン鳥栖戦で初出場。
2014年、セレッソのJ2降格が決まった時は「状況が悪いからといって逃げるのは男としてするべき事ではないと思った」「サッカーは私の人生で最も幸せなことだが、この程度のこと（降格）で逃げたくはなかった」と話しチームに残留。
2016年オフにも鹿島アントラーズやFCソウルからオファーが届くも残留したとメディアは報じたが、正式なオファーは無かったと本人が否定している。
2017年はルヴァンカップの優勝やJリーグ3位でACLの出場権獲得、天皇杯決勝では延長後半に横浜FMのウーゴ・ヴィエイラの決定的ヘディングシュートを防ぎ、天皇杯の43年ぶり優勝に貢献した。
2019年、序盤戦はロティーナ新監督の戦術でビルドアップに苦慮する様子をみせていたが、徐々に成長をみせてリーグ戦では全試合に出場し、セーブ率79％(枠内シュートに対してどれだけセーブして失点を防いだかの割合)、ペナルティエリア外からのセーブ率94.9%はどちらもリーグ1位で、102セービング、クリーンシート(無失点試合)15回を記録した。チーム全体の守備への貢献もあり1試合平均で0.74失点だった。セーブ率、防御率、完封数で1位になりリーグ最小失点に大きく寄与した(34試合/25失点)。また、この年でセレッソ大阪でのリーグ戦出場数をJ1、J2通算364試合とし、森島寛晃の361試合を抜いてクラブ史上最多になった。
2020年、セーブ率78%、クリーンシートはリーグ2位の12回だった。
2021年、第34節で森島寛晃の記録を抜いてクラブ史上最多のJ1通算319試合出場を達成した。取材で「“ミスターセレッソ”の称号がついてもいいのではないか」と聞かれた際には首を横に振り「それは現社長の森島寛晃さんのものです。私はレジェンドでもなければ、ただの一員。森島さんの足元にも及びません」と答えている。
2022年、5月3日第11節で外国籍選手のJ1通算最多出場記録を樹立した(334試合)。9月18日第30節、体調不良で、連続試合先発記録は歴代5位の198試合でストップしたが、これはあと1試合で歴代4位、あと2試合で歴代3位となるほどの位置であった。
2022年度以降、パスで好機を創出し、攻撃の1パターンを担う程に精度を上げている。
2023年、怪我で離脱した事で、チームは攻撃のパターンを一つ失った。その間は新加入のヤンハンビンが出場した。
2024年第10節、Jリーグ通算500試合出場を記録した。7月20日にJ1通算400試合出場を記録した。リーグ戦全試合出場で無警告・無退場でフェアプレー個人賞を初受賞した。

### 代表
韓国代表には2011年から招集されており、AFCアジアカップ2011で出場機会がなかったものの、チームは3位に入ったため、兵役が免除されている。
2012年5月30日、スイスにて行われたスペイン代表との国際親善試合で、先発フル出場でA代表デビュー。
AFCアジアカップ2015では、韓国代表の正GKとして活躍し、韓国の準優勝に貢献、自身も大会最優秀GKにノミネートされた。
2018年、ロシアワールドカップの韓国代表のメンバーに招集された。
AFCアジアカップ2019を最後に代表を引退する事を示唆していると報道されたが、「代表を引退するとはまだ一度も話していないんです。後輩たちに譲っていきたいという気持ちがあるのは確かです。ただ、引退するまでは、代表でプレーするという気持ちは持たないといけない。代表に招集され続ける実力を持つためにベストを尽くさなければならない」などと答えている。
その後、2021年3月と5月には韓国代表に選出された。

## 人物・記録
- 訪日歴が長く、日本語の勉強に励んだことで日本語に堪能であり、インタビュー等でも通訳なしで難なくこなすことが出来る。当初は文字も読めず、言葉も全く分からず、日本での生活には、不安しかなかったという。4ヶ月後に家庭教師をつけて、カフェや食事に行き「注文は自分でして下さい」と言われ自分でひと通りできるようになり始めてから、生活が楽しくなり、家庭教師をつけてから約3ヶ月で、日本語をほぼ聞き取れるようになった。話す事に関しては、先生から「使っていかないと覚えられない」と言われ、覚えた言葉はどんどん使うようにして、慣れていった。「日本語を覚えてからは、生活がだいぶ楽になりました。言葉ひとつでこれだけ生活が変わるのかと。この先生でなければ、ここまで早く日本語を覚えることはできなかったと思うので、感謝しています」と話した[23]。
- 登録名は「ジンヒョン」だが、実際の発音に近いのは「ジニョン」である。
- バスケットボールに関しては「アマチュアレベルなら、結構自信はあります」としており、練習拠点が同じ大阪舞洲エリアである大阪エヴェッサの選手との対決や対談などの企画に前向きであり「プロの選手には負けると思いますけどね。いつか、ぜひ楽しみにしています！」と話した[24]。
- 2017年に結婚と入籍を発表。2018年、J1通算200試合出場試合では妻から祝福の花束を受け取った[25]。
- オフサイドが適用されないゴールキックの利点を生かし、柿谷曜一朗のゴールを2回アシストした。これらはJリーグ公式発表のアシスト距離ランキングで1位(93.08m)、2位(89.69m)にランクインしている[26]。
- 2011年4月19日から2021年4月19日までの10年間で最もリーグ出場試合が多いJリーガーである(344試合)。また、同記録は主要35カ国を対象にした国内リーグ出場試合数ランクで、世界3位である[27](1位セバスティアン・ビエラ、２位カスパー・シュマイケル)。
- 2017年の第5節からリーグ戦フルタイム出場を続けていたが、2022年5月6日第12節に相手選手との接触で、脳震とうの疑いがあることから、昨季導入された「脳振とうによる交代」がレフェリーに認められた。J1連続試合フルタイム出場は歴代3位の181試合で途絶えた [28][29][30][31][32][33]。これに関して、本人は「記録よりは、長く人生を過ごしたい。記録はもったいないが、次を目指していけばいい」と、気丈にコメントした[34]。
- 2022年3月19日のJ1第5節北海道コンサドーレ札幌戦で札幌FWの中島大嘉の得点が金子拓郎の得点とされ、試合後も中島の得点だと認定されなかったが、キムジンヒョンが中島がボールに触れていた事を証言したことがきっかけで訂正され中島のJリーグ初ゴールが記録された。これに関して「目の前で起こったことを正直に伝えただけです。選手として取るべき行動というものは確かにありますから。もちろん私もピッチでは興奮して、いい姿の時もあれば、良くない姿を見せる時もあります。」と話した[35]。
- 2023年3月18日第5節の川崎フロンターレ戦で、外国籍選手で史上初のJ1通算100完封を達成した[36]。
- 2024年第10節ではゴール裏にいた観客に急病人が発生、周りにいた観客は観客席のスタッフだけでなく、最も近くにいたキムにも報告、観客から知らせを聞いたキムは主審に報告、主審は一時的に試合を中断した。その後、救急車で搬送された急病人は無事であった[37][38]。
- セレッソ大阪所属選手として史上最多出場記録を更新し続けており[39]、他にもJリーグの外国籍選手の単一クラブ最長在籍記録[40]や外国籍選手のJ1通算最多出場記録も更新し続けている[41]。

## 所属クラブ
- 1998年 - 1999年 グウン小学校
- 2000年 - 2002年 マンス中学校
- 2003年 - 2005年 東国大師大付属高校
- 2006年 - 2008年 東国大学校
- 2009年 - セレッソ大阪

## 個人成績
| 国内大会個人成績 | 国内大会個人成績 | 国内大会個人成績 | 国内大会個人成績 | 国内大会個人成績 | 国内大会個人成績 | 国内大会個人成績 | 国内大会個人成績 | 国内大会個人成績 | 国内大会個人成績 | 国内大会個人成績 | 国内大会個人成績 |
| 年度             | クラブ           | 背番号           | リーグ           | リーグ戦         | リーグ戦         | リーグ杯         | リーグ杯         | オープン杯       | オープン杯       | 期間通算         | 期間通算         |
| 年度             | クラブ           | 背番号           | リーグ           | 出場             | 得点             | 出場             | 得点             | 出場             | 得点             | 出場             | 得点             |
| 日本             | 日本             | 日本             | 日本             | リーグ戦         | リーグ戦         | リーグ杯         | リーグ杯         | 天皇杯           | 天皇杯           | 期間通算         | 期間通算         |
| ---------------- | ---------------- | ---------------- | ---------------- | ---------------- | ---------------- | ---------------- | ---------------- | ---------------- | ---------------- | ---------------- | ---------------- |
| 2009             | C大阪            | 21               | J2               | 50               | 0                | -                | -                | 1                | 0                | 51               | 0                |
| 2010             | C大阪            | 21               | J1               | 19               | 0                | 5                | 0                | 1                | 0                | 25               | 0                |
| 2011             | C大阪            | 21               | J1               | 34               | 0                | 1                | 0                | 3                | 0                | 38               | 0                |
| 2012             | C大阪            | 21               | J1               | 34               | 0                | 5                | 0                | 0                | 0                | 39               | 0                |
| 2013             | C大阪            | 21               | J1               | 34               | 0                | 8                | 0                | 2                | 0                | 44               | 0                |
| 2014             | C大阪            | 21               | J1               | 31               | 0                | 0                | 0                | 4                | 0                | 35               | 0                |
| 2015             | C大阪            | 21               | J2               | 24               | 0                | -                | -                | 0                | 0                | 24               | 0                |
| 2016             | C大阪            | 21               | J2               | 39               | 0                | -                | -                | 1                | 0                | 40               | 0                |
| 2017             | C大阪            | 21               | J1               | 31               | 0                | 4                | 0                | 2                | 0                | 37               | 0                |
| 2018             | C大阪            | 21               | J1               | 34               | 0                | 0                | 0                | 1                | 0                | 35               | 0                |
| 2019             | C大阪            | 21               | J1               | 34               | 0                | 0                | 0                | 0                | 0                | 34               | 0                |
| 2020             | C大阪            | 21               | J1               | 34               | 0                | 3                | 0                | -                | -                | 37               | 0                |
| 2021             | C大阪            | 21               | J1               | 38               | 0                | 5                | 0                | 4                | 0                | 47               | 0                |
| 2022             | C大阪            | 21               | J1               | 33               | 0                | 7                | 0                | 1                | 0                | 41               | 0                |
| 2023             | C大阪            | 21               | J1               | 20               | 0                | 3                | 0                | 0                | 0                | 23               | 0                |
| 2024             | C大阪            | 21               | J1               | 38               | 0                | 1                | 0                | 0                | 0                | 39               | 0                |
| 通算             | 日本             | 日本             | J1               | 414              | 0                | 42               | 0                | 18               | 0                | 474              | 0                |
| 通算             | 日本             | 日本             | J2               | 113              | 0                | -                | -                | 2                | 0                | 115              | 0                |
| 総通算           | 総通算           | 総通算           | 総通算           | 527              | 0                | 42               | 0                | 20               | 0                | 589              | 0                |

| 2017   | C大23  | 21     | J3     | 1 | 0 | 1 | 0 |
| 通算   | 日本   | 日本   | J3     | 1 | 0 | 1 | 0 |
| 総通算 | 総通算 | 総通算 | 総通算 | 1 | 0 | 1 | 0 |

その他の公式戦
- 2015年
  - J1昇格プレーオフ 2試合0得点
- 2016年
  - J1昇格プレーオフ 2試合0得点
- 2018年
  - FUJI XEROX SUPER CUP 1試合0得点

| 国際大会個人成績 | 国際大会個人成績 | 国際大会個人成績 | 国際大会個人成績 | 国際大会個人成績 |
| 年度             | クラブ           | 背番号           | 出場             | 得点             |
| AFC              | AFC              | AFC              | ACL              | ACL              |
| ---------------- | ---------------- | ---------------- | ---------------- | ---------------- |
| 2011             | C大阪            | 21               | 9                | 0                |
| 2014             | C大阪            | 21               | 8                | 0                |
| 2018             | C大阪            | 21               | 4                | 0                |
| 2021             | C大阪            | 21               | 5                | 0                |
| 通算             | AFC              | AFC              | 26               | 0                |

## 代表歴

### 出場大会
- U-18韓国代表 (2005年)
- U-19韓国代表 
  - 釜山国際ユース出場（2006年）
  - AFC U-19選手権（2006年)
- U-20韓国代表 
  - 水原国際ユース出場（2007年）
  - 釜山国際ユース出場（2007年）
  - 2007 FIFA U-20ワールドカップ（2007年）
- 韓国代表 (2011年 - )
  - 2011年 - AFCアジアカップ2011
  - 2014年 - 2014 FIFAワールドカップ 予備登録メンバー
  - 2015年 - AFCアジアカップ2015
  - 2018年 - 2018 FIFAワールドカップ
  - 2019年 - AFCアジアカップ2019

### 試合数
- 国際Aマッチ 16試合 0得点 (2011年 - 2018年)

| 韓国代表 | 国際Aマッチ | 国際Aマッチ |
| 年       | 出場        | 得点        |
| -------- | ----------- | ----------- |
| 2011     | 0           | 0           |
| 2012     | 1           | 0           |
| 2013     | 0           | 0           |
| 2014     | 3           | 0           |
| 2015     | 6           | 0           |
| 2016     | 2           | 0           |
| 2017     | 2           | 0           |
| 2018     | 2           | 0           |
| 通算     | 16          | 0           |

## タイトル
セレッソ大阪
- Jリーグカップ：1回（2017年）
- 天皇杯：1回（2017年）
- FUJI XEROX SUPER CUP：1回（2018年）

## 個人タイトル
韓国代表
- AFCアジアカップ2015 : 大会最優秀GK

Jリーグ
- Jリーグ優秀選手賞  : 4回 (2013年、2019年[42]、2020年[43]、2022年[44])
- フェアプレー個人賞 : 1回 (2024年)